# (9914) Обухова
(9914) Обухова (лат. Obukhova) — типичный астероид главного пояса, открыт 28 октября 1976 года советским астрономом Людмилой Журавлёвой в Крымской астрофизической обсерватории и 4 мая 2004 года назван в честь российской и советской оперной и камерной певицы Надежды Обуховой.

## Обнаружение и именование
(9914) Обухова
Открыт 28 октября 1976 года в Крымской астрофизической обсерватории Л. В. Журавлёвой.
Русская певица Надежда Андреевна Обухова (1886—1961), солистка Большого театра с 1916 по 1948 год и народная артистка СССР (1937 год). Выдающаяся представительница русской вокальной школы. Её голос был необыкновенной красоты, с широким диапазоном, богатым тембром и глубокими, тёплыми и насыщенными тонами.
Оригинальный текст (англ.)9914 Obukhova
Discovered 1976 Oct. 28 by L. V. Zhuravleva at the Crimean Astrophysical Observatory.
Russian singer Nadezhda Andreevna Obukhova (1886—1961), soloist at the Bolshoj Theater from 1916 to 1948 and People's Artist of the U.S.S.R. in 1937, was an outstanding representative of the Russian vocal school. Her voice was of uncommon beauty, with a wide range, a rich timbre, and a deep, warm and full tone.
Источники: 20040504/MPCPages.arc; M.P.C. 51979.

## Орбита

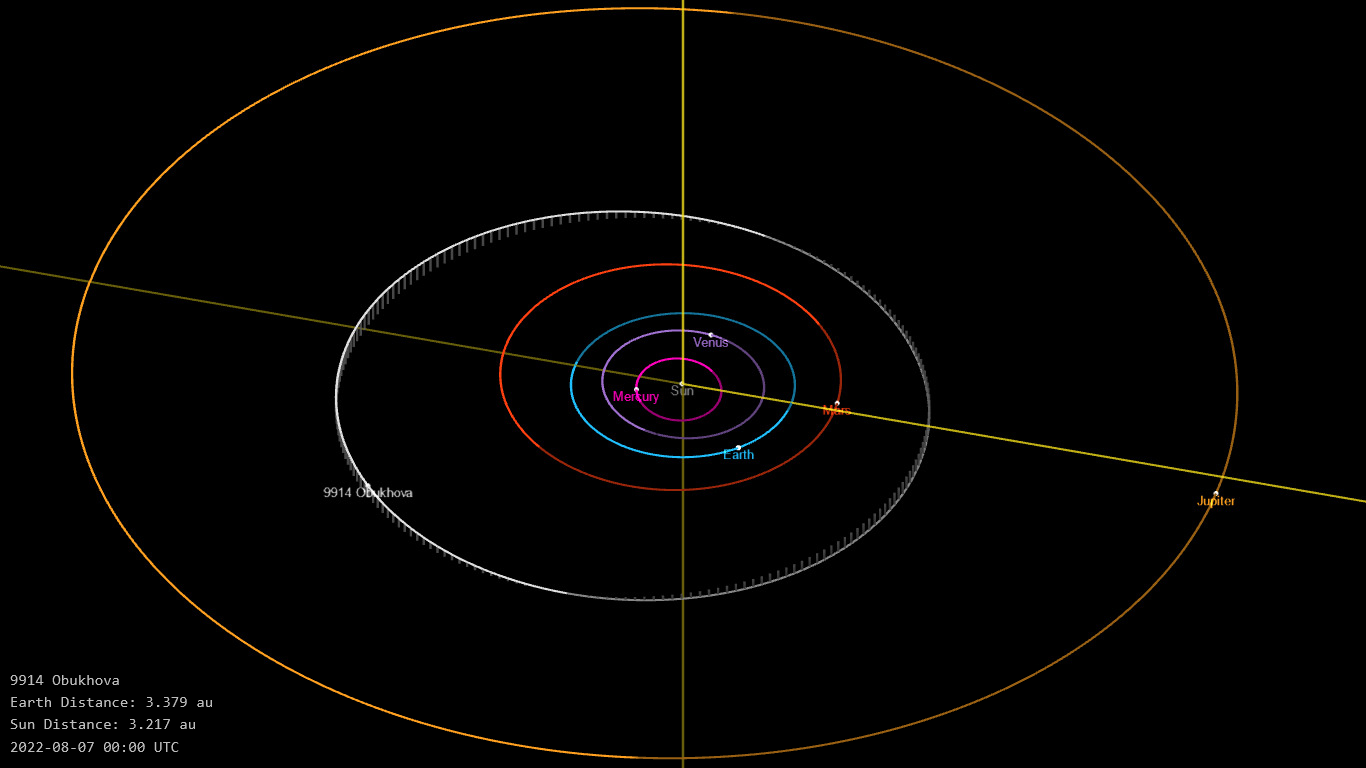
Орбита астероида Обухова и его положение в Солнечной системе

## Физические характеристики
Астероид относится к таксономическому классу C.
По результатам наблюдений в видимом и ближнем инфракрасном диапазоне космического телескопа NEOWISE диаметр астероида оценивался равным 8,649±0,302 км, 8,7±0,9 км, 6,87±2,00 км и 8,02±1,90 км. Согласно тем же источникам альбедо оценивается как 0,0650±0,0038, 0,06±0,01, 0,08±0,08, 0,065±0,004 и 0,069±0,036.